# Дубрава (Сосковский район)
Дубрава — посёлок в Сосковском районе Орловской области России.
Входит в состав Лобынцевского сельского поселения.

## География
Расположен на левом берегу реки Ицка, восточнее деревни Прилепы и севернее деревни Алпеево — Алпеевского сельского поселения. На востоке от Дубравы речка, впадающая в Ицку, образует большой пруд Дубрава.
Просёлочная дорога соединяет посёлок с находящимся севернее административным центром поселение — селом Лобынцево.

## Население
| 2010 |
| ---- |
| 1    |